# Consejería de Justicia e Interior de la Generalidad Valenciana
La Consejería de Justicia e Interior (en valenciano, Conselleria de Justícia i Interior) es una consejería o departamento del Consejo de la Generalidad Valenciana con las competencias en materia de justicia, reforma democrática, interior, protección civil, coordinación de policías locales, gestión de la unidad del Cuerpo Nacional de Policía adscrita en la Comunidad Valenciana (Policía de la Generalidad), seguridad pública y gestión de las competencias en materia de situaciones de emergencia, consultas populares, colegios profesionales, fundaciones, asociaciones, registros y notariado.
Desde 2023, la Consejera de Justicia e Interior es Elisa Núñez Sánchez.

## Estructura
La Consejería de Justicia e Interior de la Generalidad Valenciana se estructura en los siguientes órganos:
- La Subsecretaría
- La Secretaría Autonómica de Justicia
  - La Dirección General de Justicia
  - La Dirección General de Atención a las Víctimas
- La Secretaría Autonómica de Seguridad y Emergencias
  - La Dirección General de Interior
  - La Dirección General de Prevención de Incendios Forestales

## Organismos adscritos
Diferentes organismos públicos situados dentro del territorio valenciano se encuentran adscritos a la Consejería de Justicia e Interior de la Generalidad Valenciana:
- Agencia de Seguridad y Emergencias (S+EM)
- Oficina de asistencia a las víctimas del delito
- Policía de la Generalidad
- Protección Civil
- Registro Civil
- Sociedad Valenciana de Gestión Integral de los Servicios de Emergencias (SGISE)

## Organización territorial
Cada provincia valenciana dispone de una dirección territorial de la Consejería de Justicia e Interior, la cual se encarga de desarrollar los planes y programas de esta en el ámbito judicial y administrativo y de dirigir su actividad dentro de su jurisdicción. Por lo tanto, en el territorio valenciano hay tres direcciones territoriales de Justicia e Interior:
- Dirección territorial de Alicante
- Dirección territorial de Castellón
- Dirección territorial de Valencia

## Consejeros
| Legislatura | Inicio                                                    | Fin                                                             | Titular                           | Partido                           |
| --- | --------------------------------------------------------- | --------------------------------------------------------------- | --------------------------------- | --------------------------------- |
| Preautonómica (1978-1982)                                                                                               |                                                           |                                                                 |                                   |                                   |
| Consejería de Interior                                                                                                  |                                                           |                                                                 |                                   |                                   |
| 10 de abril de 1978 | 30 de junio de 1979                                       | Fernando Vidal Gil                                              | PSPV-PSOE                         |                                   |
| Consejería de Economía y Hacienda, Interior y Trabajo, Obras Públicas y Urbanismo y Turismo                             |                                                           |                                                                 |                                   |                                   |
| 30 de junio de 1979 | 17 de diciembre de 1979                                   | Enrique Monsonís Domingo                                        | UCD                               |                                   |
| Consejería de Economía y Hacienda e Interior                                                                            |                                                           |                                                                 |                                   |                                   |
| 17 de diciembre de 1979                                                                                                 | 15 de septiembre de 1981                                  | Enrique Monsonís Domingo                                        | UCD                               |                                   |
| Consejería de Interior                                                                                                  |                                                           |                                                                 |                                   |                                   |
| 15 de septiembre de 1981                                                                                                | 11 de agosto de 1982                                      | Felipe Guardiola Sellés                                         | PSPV-PSOE                         |                                   |
| Transición (1982-1983)                                                                                                  |                                                           | Felipe Guardiola Sellés                                         | PSPV-PSOE                         |                                   |
| 11 de agosto de 1982 | 30 de noviembre de 1982                                   | Felipe Guardiola Sellés                                         | PSPV-PSOE                         |                                   |
| Consejería de Gobernación                                                                                               |                                                           |                                                                 |                                   |                                   |
| 1 de diciembre de 1982                                                                                                  | 28 de junio de 1983                                       | Felipe Guardiola Sellés                                         | PSPV-PSOE                         |                                   |
| I (1983-1987) |                                                           | Felipe Guardiola Sellés                                         | PSPV-PSOE                         |                                   |
| 28 de junio de 1983 | 23 de julio de 1985                                       | Felipe Guardiola Sellés                                         | PSPV-PSOE                         |                                   |
| Consejería de Administración Pública                                                                                    |                                                           |                                                                 |                                   |                                   |
| 24 de julio de 1985 | 27 de julio de 1987                                       | Vicent Soler Marco                                              | PSPV-PSOE                         |                                   |
| II (1987-1991) |                                                           |                                                                 | PSPV-PSOE                         |                                   |
| 27 de julio de 1987 | 18 de setembre de 1989                                    | Joaquín Azagra Ros                                              | PSPV-PSOE                         |                                   |
| 19 de septiembre de 1989                                                                                                | 16 de juliol de 1991                                      | Emèrit Bono i Martínez                                          | PSPV-PSOE                         |                                   |
| III (1991-1995) |                                                           | Emèrit Bono i Martínez                                          | PSPV-PSOE                         |                                   |
| 16 de julio de 1991 | 11 de julio de 1993                                       | Emèrit Bono i Martínez                                          | PSPV-PSOE                         |                                   |
| 12 de julio de 1993 | 6 de julio de 1995                                        | Luis Berenguer Fuster                                           | PSPV-PSOE                         |                                   |
| IV (1995-1999) | 6 de juliol de 1995                                       | 24 de febrero de 1997                                           | José Joaquín Ripoll Serrano       | PPCV                              |
| IV (1995-1999) | Consejería de Economía, Hacienda y Administración Pública |                                                                 |                                   |                                   |
| IV (1995-1999) | 24 de febrero de 1997                                     | 23 de julio de 1999                                             | José Luis Olivas Martínez         | PPCV                              |
| V (1999-2003) |                                                           |                                                                 |                                   |                                   |
| Consejería de Justicia y Administraciones Públicas                                                                      |                                                           |                                                                 |                                   |                                   |
| 23 de julio de 1999 | 22 de mayo de 2000                                        | Serafín Castellano Gómez                                        | PPCV                              |                                   |
| 22 de mayo de 2000 | 21 de junio de 2003                                       | Carlos González Cepeda                                          | PPCV                              |                                   |
| VI (2003-2007) |                                                           |                                                                 | PPCV                              |                                   |
| 21 de junio de 2003 | 27 de agosto de 2004                                      | Víctor Campos Guinot                                            | PPCV                              |                                   |
| 27 de agosto de 2004 | 29 de junio de 2007                                       | Miguel Peralta Viñes                                            | PPCV                              |                                   |
| VII (2007-2011) |                                                           |                                                                 | PPCV                              |                                   |
| 29 de junio de 2007 | 19 de septiembre de 2008                                  | Fernando de Rosa Torner                                         | PPCV                              |                                   |
| 19 de septiembre de 2008                                                                                                | 22 de junio de 2011                                       | Paula Sánchez de León Guardiola                                 | PPCV                              |                                   |
| VIII (2011-2015) |                                                           |                                                                 |                                   |                                   |
| Consejería de Justicia y Bienestar Social / Consejería de Hacienda y Administración Pública / Consejería de Gobernación |                                                           |                                                                 |                                   |                                   |
| 22 de junio de 2011 | 30 de noviembre de 2012                                   | Jorge Cabré Rico (Justicia y Bienestar Social)                  | PPCV                              |                                   |
| 22 de junio de 2011 | 30 de noviembre de 2012                                   | José Manuel Vela Bargues (Hacienda y Administración Pública)    | PPCV                              |                                   |
| 22 de junio de 2011 | 30 de noviembre de 2012                                   | Serafín Castellano Gómez (Gobernación)                          | PPCV                              |                                   |
| Consejería de Gobernación y Justicia / Consejería de Hacienda y Administración Pública                                  |                                                           |                                                                 |                                   |                                   |
| 30 de noviembre de 2012                                                                                                 | 12 de junio de 2014                                       | Serafín Castellano Gómez (Gobernación y Justicia)               | PPCV                              |                                   |
| 30 de noviembre de 2012                                                                                                 | 12 de junio de 2014                                       | Juan Carlos Moragues Ferrer (Hacienda y Administración Pública) | PPCV                              |                                   |
| 12 de junio de 2014 | 26 de junio de 2015                                       | Luis Santamaría Ruiz (Gobernación y Justicia)                   | PPCV                              |                                   |
| 12 de junio de 2014 | 26 de junio de 2015                                       | Juan Carlos Moragues Ferrer (Hacienda y Administración Pública) | PPCV                              |                                   |
| IX (2015-2019) |                                                           |                                                                 |                                   |                                   |
| Consejería de Justicia, Administración Pública, Reformas Democráticas y Libertades Públicas                             |                                                           |                                                                 |                                   |                                   |
| 29 de junio de 2015 | 16 de junio de 2019                                       | Gabriela Bravo Sanestanislao                                    | Indep.                            |                                   |
| X (2019-) |                                                           |                                                                 |                                   |                                   |
| Consejería de Justicia, Interior y Administración Pública                                                               |                                                           |                                                                 |                                   |                                   |
| 17 de junio de 2019 | 7 de julio de 2023                                        | Gabriela Bravo Sanestanislao                                    | Indep.                            |                                   |
| 7 de julio de 2023 | 19 de julio de 2023                                       | Vacante                                                         | Vacante                           |                                   |
| XI (2023-) | Consejería de Justicia e Interior                         | Consejería de Justicia e Interior                               | Consejería de Justicia e Interior | Consejería de Justicia e Interior |
| XI (2023-) | 19 de julio de 2023                                       | En el cargo                                                     | Elisa María Núñez Sánchez         | Vox                               |